# Ramon Bassas i Segura
Ramon Bassas i Segura (Mataró, 1968) és un polític i comunicador català, director general d'Afers Religiosos des del 2024.
Va ser regidor socialista de l'Ajuntament de Mataró (Maresme) des de 1991 a 2011, on portà les carteres de Joventut, adscrit a l'Alcaldia, Serveis Centrals, Seguretat i Urbanisme. Des de 1997 era Tinent d'Alcalde. Del 2004 al 2011 també va ser primer secretari del PSC de Mataró. Blocaire actiu des del juliol de 2004, va ser regidor amb presència a la xarxa de Mataró, ciutat referent de la Catosfera. Va deixar la política per a ser el responsable de comunicació de Fragmenta Editorial, conservant la mateixa dedicació a les xarxes socials. Des del 2009 és membre del Consell de redacció de Catalunyareligió.cat. El 2024 va tornar a la política en ser nomenat director general d'Afers Religiosos de la Generalitat de Catalunya.